# میندان

پرچم میندان

میندان (به کره‌ای: 민단) یا اتحاد کره‌ای‌های مقیم ژاپن (به کره‌ای: 재일본대한민국민단) نام یکی از دو سازمان کره‌ای‌های مقیم ژاپن است. سازمان دیگر، چونگ‌ریون نام دارد. این سازمان به کره جنوبی وابستگی‌هایی دارد و در سال ۱۹۴۶ در توکیو ایجاد شده‌است. امروزه از میان ۶۱۰۰۰۰ کره‌ای مقیم ژاپن که هنوز چندان در فرهنگ ژاپنی جذب نشده‌اند حدود ۶۵٪ عضو میندان و نزدیک به ۲۵٪ آن‌ها عضوی از چونگ‌ریون هستند.
اعضای میندان، نام امروزی‌تر کانکوکو (韓国) را برای کره به کار می‌برند. اعضای چونگ‌ریون که بیشتر از کره شمالی هستند، نام قدیمی جوسان (朝鮮) را برای کره ترجیح می‌دهند.

## تاریخچه
میندان در سال ۱۹۴۶ با نام زای‌نیهون چوسن کیوریو میندان (在日本朝鮮居留民団) تشکیل شد اما با ایجاد کشور کره جنوبی در سال ۱۹۴۸، نام چوسن منسوخ شده و نام این گروه به زای‌نیهون دایکان‌مینکوکو کیوریو میندان (在日本朝鮮居留民団) تغییر یافت. در دورهٔ جنگ کره (۱۹۵۰-۱۹۵۳) بین اعضای این گروه و گروه چونگ‌ریون در حمایت از کره شمالی و جنوبی اختلاف شدیدی پیش آمد. برخی از اعضای گروه میندان نیز به عنوان سربازان داوطلب به کره‌جنوبی رفتند.
هنگامی که کیوریو (به معنای مقیم) به اصطلاحی سیاسی تبدیل شد، این گروه نامش را در ۱۹۹۴ با حذف کیوریو تغییر داد. با وجود نام رسمی، این گروه را در ژاپن با نام‌های کانکوکو میندان یا میندان می‌شناسند.

## فعالیت‌ها
این گروه در سال ۲۰۱۱ برای زلزله‌زدگان زلزله توهوکو کمک‌های غذایی تهیه کرد.